# Пуститися берега (сезон 2)
Прем'єра другого сезону американської телевізійної драми «Пуститися берега» відбулася 8 березня 2009 року. Показ нових епізодів тривав до 31 травня 2009 року. Він складався з 13 епізодів, кожен тривалістю по 47 хвилин. Нові епізоди показувалися щонеділі о 10 вечора на кабельному телеканалі AMC в США. Повний другий сезон вийшов на DVD для Регіону 1 і на Blu-ray для Регіону А 16 березня 2010 року.

## Команда

### Основний склад
- Браян Кренстон — Волтер Вайт
- Анна Ганн — Скайлер Вайт
- Аарон Пол — Джессі Пінкман
- Дін Норріс — Хенк Шрейдер
- Бетсі Брандт — Марі Шрейдер
- ЕрДжей Мітт — Волтер Вайт молодший

### Другорядний склад
- Крістен Ріттер — Джейн Марголіс
- Боб Оденкерк — Сол Ґудман
- Джанкарло Еспозіто — Густаво Фрінг
- Джон де Лансі — Дональд Марголіс
- Сем Макмюррей — доктор Віктор Бравенець
- Стівен Майкл Квезада — Гомез
- Раймонд Круз[en] — Туко Саламанка
- Марк Марголіс — Гектор Саламанка
- Чарльз Бейкер[en] — Скінні Піт
- Метт Джонс[en] — Борсук

### Запрошені зірки
- Джонатан Бенкс — Майк Ермантраут

## Епізоди
| №  | Назва                                      | Режисер                | Сценарій                      | Дата прем'єри   | К-сть глядачів в США (млн) |
| -- | ------------------------------------------ | ---------------------- | ----------------------------- | --------------- | -------------------------- |
| 1  | «Seven Thirty-Seven» «Сімсот Тридцять Сім» | Браян Кренстон         | Джей Робертс                  | 8 березня 2009  | 1.66                       |
| 2  | «Grilled» «Попандос»                       | Чарльз Хейд            | Джордж Мастрас                | 15 березня 2009 | 1.60                       |
| 3  | «Bit by a Dead Bee» «Укус мертвої бджоли»  | Террі Макдана          | Пітер Ґулд                    | 22 березня 2009 | 1.13                       |
| 4  | «Down» «На дні»                            | Джон Дал               | Сем Кетлін                    | 29 березня 2009 | 1.29                       |
| 5  | «Breakage» «Бій товару»                    | Юхан Ренк              | Мойра Воллі-Бекетт            | 5 квітня 2009   | 1.21                       |
| 6  | «Peekaboo» «Гра в хованки»                 | Пітер Медак            | Джей Робертс та Вінс Ґілліган | 12 квітня 2009  | 1.41                       |
| 7  | «Negro y Azul» «Чорний і голубий»          | Фелікс Енрікес Алькала | Джон Шибан                    | 19 квітня 2009  | 1.20                       |
| 8  | «Better Call Saul» «Краще позвони Солу»    | Террі Макдана          | Пітер Ґулд                    | 26 квітня 2009  | 1.04                       |
| 9  | «4 Days Out» «Чотири дні відсутності»      | Мішель Макларен        | Сем Кетлін                    | 3 травня 2009   | 1.27                       |
| 10 | «Over» «Кінець бізнесу»                    | Філ Абрахам            | Мойра Воллі-Бекетт            | 10 травня 2009  | 1.19                       |
| 11 | «Mandala» «Мандала»                        | Адам Бернштейн         | Джордж Мастрас                | 17 травня 2009  | 1.29                       |
| 12 | «Phoenix» «Фенікс»                         | Колін Баксі            | Джон Шибан                    | 24 травня 2009  | 1.19                       |
| 13 | «ABQ» «Альбукерке»                         | Адам Бернштейн         | Вінс Ґілліган                 | 31 травня 2009  | 1.50                       |